# Batalha de Toro
A batalha de Toro deu-se em 1 de Março de 1476, durante a Guerra de Sucessão de Castela, nas imediações de Toro, cerca de 30 km a a leste de Zamora, Espanha. Os combates opuseram tropas castelhanas e aragonesas isabelinas (apoiantes de Isabel de Castela) a tropas portuguesas e castelhanas joanistas (apoiantes de Joana de Trastâmara, a Beltraneja). Os isabelinos eram comandados pelo rei Fernando II de Aragão, o Cardeal Mendoza, García Álvarez de Toledo (1.º duque de Alba) e Henrique Enríquez de Mendoza (1.º conde de Alba de Liste). Os joanistas eram comandados pelo rei Afonso V de Portugal, o príncipe João de Portugal, Garcia de Meneses (bispo de Évora) e Alfonso Carrillo de Acuña (arcebispo de Toledo).
O soberano português fora a campo defender os direitos ao trono castelhano da sua sobrinha e consorte Joana de Trastâmara. Na batalha distinguiram-se o príncipe D. João (que viria a reinar como João II de Portugal), Gonçalo Pires Bandeira, e Duarte de Almeida, o alferes-mor do rei, a quem estava confiada a bandeira portuguesa.
A luta foi travada entre as tropas isabelinas de Leão e de Castela, reforçadas por quatro grandes divisões e por tropas aragonesas, e as tropas portuguesas, reforçadas pelas do conde de Monsanto, do duque de Guimarães, do conde de Vila Real e pelas tropas castelhanas joanistas do arcebispo de Toledo. As tropas isabelinas estavam em desvantagem numérica, mas as tropas portuguesas mergulharam em desordem, abandonando o pavilhão real.
Na luta que se seguiu pela sua posse, Duarte de Almeida, num esforço denodado, cercado pelo inimigo, ergueu uma vez mais o pavilhão, defendendo-o com heróica bravura. Uma cutilada cortou-lhe a mão direita; indiferente à dor, o alferes-mor empunhou com a esquerda o estandarte; decepam-lhe essa mão também; desesperado, toma o estandarte nos dentes, e resiste até cair. Os isabelinos apoderaram-se então da bandeira, mas Gonçalo Pires Bandeira, com a ajuda de Diogo Gomes de Lemos, conseguiu recuperá-la.  Este acto de heroicidade foi admirado até pelos próprios inimigos; inutilizado de ambas as mãos para toda a vida, passando a ser conhecido como "O Decepado".
A última fase da batalha registou-se quando as forças de D. João se reorganizaram e voltaram a investir sobre as forças de Fernando de Aragão. O contra-ataque joanista desbaratou as forças isabelinas, assenhoreando-se do campo de batalha. Enquanto isso, os isabelinos recuaram para a protecção das muralhas de Zamora. Conforme era normal pelas regras da guerra à época, permaneceu no campo de batalha desde o dia 2 até ao dia 5 de Março, como sinal simbólico inequívoco da vitória.

## Desfecho
Na realidade, o resultado da batalha foi inconclusivo, não obstante ter sido uma vitória dos apoiantes castelhanos da princesa Joana segundo as tradições de cavalaria da época. Do ponto de vista estratégico, a batalha de Toro marcou o momento em que se tornou claro que Portugal não tinha forças e nem apoios suficientes para garantir os direitos da princesa Joana à coroa de Castela, assegurando a união das duas coroas sob a égide de um monarca português.

## Nota e referências
1. ↑  Tendo em conta que o estandarte português não foi perdido e as forças joanistas permaneceram 4 dias no campo de batalha após os combates, segundo as regras da guerra da época, a vitória foi dos joaninos.

1. ↑  Freire, Anselmo Braamcamp (1921), Brasões da Sala de Sintra, Livro Segundo, Robarts - University of Toronto, Coimbra: Imprensa da Universidade de Coimbra, pp. 328-330
2. ↑  Soveral, Manuel Abranches de. «Filhos do 1.º senhor da Trofa - Diogo Gomes de Lemos». Casa da Trofa. Consultado em 1 de dezembro de 2022